# Västpapua

Västpapua

Västpapua eller på indonesiska: Papua bagian barat (hette fram till 2000 Irian Jaya) utgör den västra halvan av ön Nya Guinea och är en del av republiken Indonesien. Området är indelat i två administrativa provinser; Papua och Papua Barat (Västra Papua, tidigare Irian Jaya Barat) och gränsar i öster till Papua Nya Guinea. Arealen är hela 421 981 kvadratkilometer (nästan lika stort som Sverige), vilket är nästan en fjärdedel av Indonesiens totala landyta.
Jämfört med övriga delar av Indonesien är Västpapua ett oerhört glesbefolkat område och terrängen är på många håll mycket oländig. Här finns såväl Indonesiens högsta berg Puncak Jaya (4884 m ö.h.) som en tät och delvis ännu outforskad regnskog. Alldeles nyligen upptäcktes många djur- och växtarter ännu okända för vetenskapen vid en expedition till Västpapua djungler. Inte minst fågellivet är mycket rikt och känt för bland annat kasuarer och olika arter av paradisfåglar Området innehåller också gott om viktiga naturresurser, framför allt guld och koppar som bryts i världens största dagbrott på bergen Ertsberg och Grasberg.

## Historia
Västpapua besöktes sedan 1600-talet av holländska och portugisiska sjöfarare. Det var dock inte förrän i början av 1800-talet som området koloniserades av Nederländerna. Västpapua var under nederländsk kontroll till 1942, då hela Nederländska Ostindien erövrades av Japan. Efter andra världskriget återgick kolonierna till Nederländerna. Indonesien blev en självständig nation år 1949, men Västpapua förblev en nederländsk koloni, Nederländska Nya Guinea, ända fram till 1962. Detta år ockuperades området av indonesiska trupper och kom att införlivas i den indonesiska staten. Ända sedan dess har Indonesien med tidvis mycket hårdhänta metoder slagit tillbaka alla strävanden efter självständighet och bland annat uppmuntrat till inflyttning från Java och Sumatra. 